# クリケットボールの不正改造
クリケットボールの不正改造は、クリケットにおいて野手が使用するボールを違法なコンディションに改造する反則行為である。不正改造の主な目的はボールの空気力学の特性を妨害することにある。

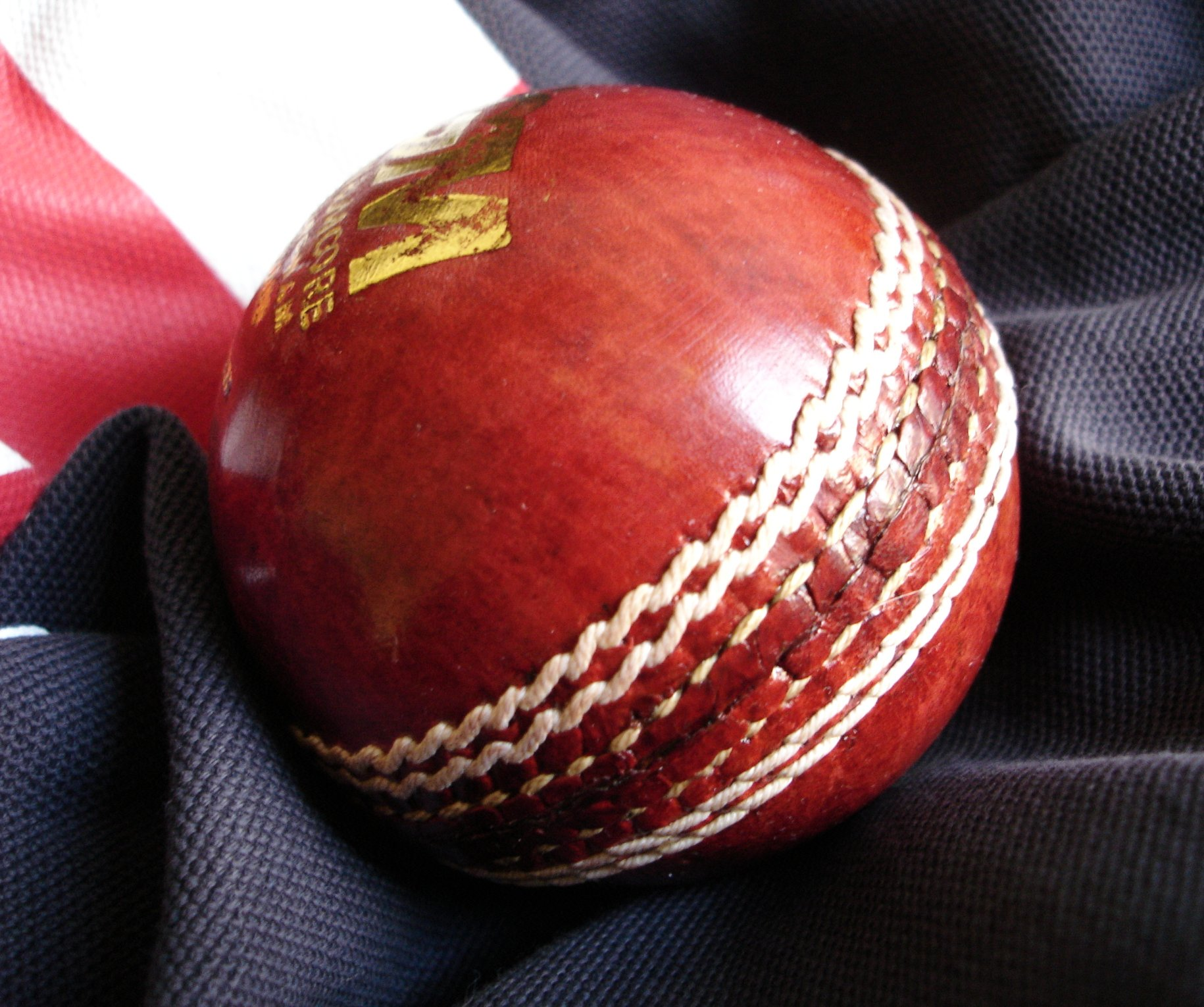
本来のクリケットボール

## 定義
クリケット競技規則の第42条第3項では、野手はボールが濡れている場合はタオルで乾かしても良いし、審判員の監督下で泥を落としても良いし、人工素材を使用しなければ研磨することも認められている。これ以外のボールを変形させる行為は全て反則行為と見なされる。地面にボールをこすりつけたり、指の爪やその他の鋭利な物で傷付けたりする行為も禁止されている。

## 目的
ボールを変形させる主な目的はボウリングをするための、より良好な条件を整えることにある。不正改造の例としてはボールを鋭く変化させることが狙いで、野手がリップクリームや糖分の含まれる唾液などの物質を塗布してボールの片側を輝かせたり、ボールの縫い目を押し上げる行為が主に挙げられる。同様に、ボールを鋭く変化させることが狙いで、靴のスパイクやボトルキャップなどを利用してボールの片側を粗面化する行為もボールの不正改造に該当する。

## 合法的な改造
任意の物質を使用してボールを研磨することが禁止されている野球とは異なり、クリケットでは大量の唾液や汗を付けることが許可されている。過去にはボールを水分で濡らすことが、より容易にボールを鋭く変化させることに繋がると考えられており、ボールに汗を付ける行為が一般化していたが、近年の研究では自然な酵素が出てくるのを阻害するため、実際には水分で濡らすのは逆効果であることが指摘されている。

## 制裁
審判員はボールのコンディションを頻繁かつ定期的に点検しなければならず、ボールの使用に関するトラブルが発生した場合、審判は協議後にボールを問題が起こる前と同程度のコンディションのものと変更する必要がある。審判員がボールの不正改造であると見なした場合には、ペナルティとしてエキストラ・ポイントの5得点が攻撃側の相手チームに与えられることになる。
国際大会でもボールの不正改造は何度か発覚している。ワカール・ユニスは2000年の試合の後、ボールの不正改造が原因で出場停止処分を受けた最初の選手となった。
2006年8月20日に行われたイングランド代表対パキスタン代表の最高峰国際大会テストクリケットのシリーズ最終戦では、パキスタンチームの野手がボールの不正改造に関与していたとの判定が下された。イングランドチームにペナルティとして5得点が与えられ、使用するボールも交換された。パキスタン側はこの決定に抗議し、試合続行を拒否した。審判員が放棄試合を宣告し、イングランド代表が勝利を収めた。テストクリケットの130年の歴史で初めての放棄試合であった。